# Gábor Mohos
Gábor Mohos  (n. 11 septembrie 1973, Budapesta, Republica Populară Ungară) este un episcop romano-catolic maghiar.